# Gellu Naum
Gellu Naum (n. 1 august 1915, București, România – d. 29 septembrie 2001, București, România) a fost un eseist, poet, prozator și dramaturg român considerat cel mai important reprezentant român al curentului suprarealist și unul dintre ultimii mari reprezentanți ai acestuia pe plan european.

## Biografie
S-a născut la 1 august 1915 în București; a fost fiul poetului Andrei Naum, căzut în luptele de la Mărășești și al soției acestuia, Maria Naum, născută Rosa Gluck. În 1926 intră la liceul "Dimitrie Cantemir" din București, unde începe să scrie versuri în urma unui pariu. Debutează cu două poezii publicate în revista Cuvântul. Între 1933 și 1937, Gellu Naum urmează cursurile Universității din București, studiind filosofia. La 27 decembrie 1935, studentul Naum din anul III a fost percheziționat și arestat pentru că a fost surprins scriind "parole cu caracter subversiv" pe  zidurile caselor din străzile Dr. Sergiu, Dr. Felix și Bd. Cuza.
La îndemnul prietenului său, pictorul Victor Brauner, Gellu pleacă în 1938 la Paris, unde își continuă studiile de filozofie la Sorbona, pregătind o teză de doctorat despre Pierre Abélard (teolog și filozof scolastic francez). La Paris ia contact cu grupul suprarealist francez animat de André Breton.
Întors în țară în 1939, va fi mobilizat și trimis pe frontul de Răsărit.
În 1941 se constituie grupul suprarealist român (alcătuit din Gellu Naum, Gherasim Luca, Dolfi Trost, Virgil Teodorescu și Paul Păun), a cărui activitate deosebit de intensă între anii 1945 și 1947 îl va face pe André Breton să afirme: "Centrul lumii (suprarealiste) s-a mutat la București".
După 1947, în condițiile impunerii Realismului socialist ca unică formă permisă de exprimare în literatură, grupul se destramă. În 1948 și 1949, Gellu Naum scrie poemul cu tentă filozofică și ezoterică Calea șarpelui, experiență care îi va marca definitiv stilul. În anii 1950 și 1960, publică mai multe cărți de literatură pentru copii (precum mult apreciata Carte cu Apolodor), dar și de literatură proletcultistă (precum volumul Soarele calm sau "romanul pentru tineret" Tabăra din munți), acestea din urmă nefiind prezente în majoritatea bibliografiilor oficiale. Cu toate acestea, Gellu Naum a continuat să scrie, pe ascuns, poeme suprarealiste (de exemplu, poemul din 1958 Heraclit). În această perioadă, el trăiește mai mult din traducerile autorilor René Char, Denis Diderot, Samuel Beckett, Stendhal, Franz Kafka, Julien Gracq etc.
Odată cu perioada destinderii regimului, începe să publice poeziile de sertar în 1968, cu volumul Athanor. Cu acest volum și cu următoarele (Copacul-animal, Tatăl meu obosit etc.), Gellu Naum reușește să stârnească unele reacții printre critici, dar începe să fie recunoscut ca un scriitor important abia după publicarea romanului Zenobia (1985). În numai câțiva ani, apar numeroase ediții traduse din poemele lui Gellu Naum. De asemenea, el este invitat să țină lecturi publice în Germania, Franța, Olanda și Elveția. 
Opera sa este tradusă în principalele limbi internaționale, fiind încununată cu premii importante (Premiul special al Uniunii Scriitorilor din România pentru întreaga activitate literară, 1986; Premiul european de poezie, Münster, 1999; The American Romanian Academy Arts Award, 2002 ș.a.).
Ca și André Breton, Gellu Naum a rămas până la sfârșitul vieții credincios modului suprarealist de a trăi și de a scrie poezia, ceea ce dovedește că pentru el alegerea suprarealismului nu a fost o opțiune conjuncturală, ci expresia celei mai autentice afirmări de sine.

## Operă

### Poezii
- Libertatea de a dormi pe o frunte, Tipografia Steaua Artei, București, 1937 (cu un desen de Victor Brauner; tiraj de 96 de exemplare)
- Vasco de Gama, Institutul de Arte Grafice "Rotativa", București, 1940 (cu un desen de Jacques Hérold; tiraj de 150 de exemplare pe hârtie velină)
- Culoarul somnului, București, 1944 (cu un portret de Victor Brauner)
- Poem despre tinerețea noastră, Editura S.N., București, 1960 (ilustrații de Jules Perahim)
- Soarele calm, Editura pentru Literatură, București, 1961 (copertă și ilustrații de Jules Perahim)
- Athanor, Editura pentru Literatură, București, 1968
- Poeme alese, Editura Albatros, București, 1970 (cu un portret de Victor Brauner)
- Copacul-animal, Editura Eminescu, București, 1971
- Tatăl meu obosit. Pohem, Cartea Românească, București, 1972
- Poeme alese, Cartea Românească, București, 1974
- Descrierea turnului, Editura Albatros, București, 1975 (în același an, o ediție completă, în afară de comerț a fost tipărită la Editura Litera)
- Partea cealaltă, Cartea Românească, București, 1980
- Malul albastru, Cartea Românească, București, 1990
- Fața și suprafața urmat de Malul albastru. Poeme (1989-1993), Editura Litera, București, 1994
- Focul negru, Editura Eminescu, București, 1995
- Sora fântână, Editura Eminescu, București, 1995
- Copacul-animal urmat de Avantajul vertebrelor, Colecția Avangarda, Editura Dacia, Cluj-Napoca, 2000
- Ascet la baraca de tir, Editura Fundației Culturale Române, București, 2000 (postfață de Ioana Pârvulescu)
- Calea șearpelui, Editura Paralela 45, Pitești, 2002 (postum; ediție îngrijită și prefațată de Simona Popescu)
- Despre identic și felurit. Antologie, Editura Polirom, București, 2004 (postum; prefață și notă de Simona Popescu)
- Exactitatea umbrei, Editura Paralela 45, Pitești, 2010 (postum, seria Premiul Eminescu)
- Vârsta semnului. 52 de poeme alese și rostite de Gellu Naum, Editura Casa Radio, București, 2011 (postum; cu o prezentare de Simona Popescu și un documentar radiofonic de Anca Mateescu)
- Opere I. Poezii, Editura Polirom, București, 2011

### Proză și eseu
- L'image présente à l'esprit (Imaginea prezentă în minte), Paris, 1939 (în exemplar unic)
- Medium, Tipografia Editura Modernă, București, 1945 (cu șase reproduceri fotografice)
- Critica mizeriei, în colaborare cu Paul Păun și Virgil Teodorescu, Colecția suprarealistă, București, 1945
- Teribilul interzis, Atelierele Tipografiei "I.C. Văcărescu", Colecția suprarealistă, București, 1945 (cu un frontispiciu de Paul Păun; tiraj de 300 de exemplare numărate pe hârtie velină)
- Spectrul longevității. 122 de cadavre, în colaborare cu Virgil Teodorescu, Colecția suprarealistă, 1946
- Castelul orbilor, Atelierele Tipografiei "Bucovina", Colecția suprarealistă, București, 1946 (tiraj de 300 de exemplare, dintre care 100 exemplare numărate pe hârtie velină)
- L’Infra-Noir (Infranegrul), în colaborare cu Gherasim Luca, Paul Păun, Virgil Teodorescu și Dolfi Trost, Colecția suprarealistă, București, 1947
- Éloge de Malombre. Cerne de l'amour absolu (Elogiul Malombrei), în colaborare cu Gherasim Luca, Paul Păun, Virgil Teodorescu și Dolfi Trost, Colecția Infra-Noir, 1947
- Filonul, Editura Tineretului, București, 1952
- Tabăra din munți, Editura Tineretului a C.C. al U.T.M., București, 1953
- Poetizați, poetizați..., Editura Eminescu, București, 1970
- Zenobia, Cartea Românească, București, 1985, 1991, 2003
- Întrebătorul, Editura Eminescu, București, 1996, 1999
- Despre interior-exterior. Gellu Naum în dialog cu Sanda Roșescu, Editura Paralela 45, Pitești, 2003 (postum)
- Opere II. Proza, Polirom, 2012

### Teatru
- Insula. Ceasornicăria Taus. Poate Eleonora, Cartea Românească, București, 1979
- Exact în același timp. Teatru, Editura Palimpsest, București, 2003 (postum; ediție îngrijită și prefațată de Ion Cocora) da da'

### Literatură pentru copii
- Așa-i Sanda, București, 1956
- Cel mai mare Gulliver, București, 1958
- Cartea cu Apolodor, București, 1959 (desene de Jules Perahim)
- Das Buch von Apolodor (Cartea lui Apolodor), Editura Tineretului, București, 1963 (tradusă în germană de Franz Johannes Bulhardt)
- A doua carte cu Apolodor, București, 1964
- Cartea cu Apolodor, Editura Ion Creangă, București, 1975
- Cărțile cu Apolodor, Editura Ion Creangă, București, 1979
- Amedeu, cel mai cumsecade leu, poezii, Editura Ion Creangă, București, 1988 (desene de N. Nobilescu)

### Opere traduse în alte limbi
- Kicsi Sári, Editura Tineretului, București, 1956 (traducere în maghiară de Erik Majtényi)
- A legnagyobb Gulliver, Editura Tineretului, București, 1958 (traducere în maghiară, traducător nespecificat)
- Das Buch von Apolodor , Editura Tineretului, București, 1963 (traducere în germană de Franz Johannes Bulhardt)
- Zebegény a pingvin, Ifjúsági Kiadó, Bukarest, 1963 (traducere în maghiară de Erik Majtényi)
- Zebegény újabb kalandjai, Ifjúsági Kiadó, Bukarest, 1965 (traducere în maghiară de Erik Majtényi )
- Gladiátor az autóbuszban: versek, Albatrosz Könyvkiadó, Bukarest, 1976 (traducere în maghiară de Balogh József)
- Mon père fatigué, Arcane 17, Paris, 1983 (traducere în limba franceză de Sébastien Reichmann)
- Der Pinguin Appolodor, Editura Ion Creangă, București, 1982 (traducere în limba germană de Rolf Bossert);
- Zähne von Worten zermalmt, Editura Kriterion, București, 1983 (traducere în limba germană de Anemone Latzina)
- My Tired Father, Editura Inkblot, Oakland, 1986 (traducere în limba engleză de James Brook)
- Zenobia, Wieser Verlag, Klagenfurt, [Salzburg], 1990 (traducere în limba germană de Georg Aescht)
- Partea cealaltă / L'autre côté, Cartea Românească, București, 1991 (ediție bilingvă, traducere în limba franceză de Annie Bentoiu și Andrée Fléury)
- Zhnobia, Editura Forma, Atena, 1992 (traducere în limba greacă de Victor Ivanovici)
- Black Box, Wieser Verlag, Klagenfurt, Salzburg, 1993 (traducere în limba germană de Oskar Pastior și Georg Aescht)
- The advantage of vertebre, San Francisco, 1993 (traducere în limba engleză de James Brook și Sasha Vlad; ediție în afara comerțului)
- Streiflicht – Eine Auswahl zeitgenössischer rumänischer Lyrik (81 rumänische Autoren), - "Lumina piezișă", antologie bilingvă cuprinzând 81 de autori români în traducerea lui Christian W. Schenk, Dionysos Verlag 1994, ISBN 3980387119
- Zenobia, Maren Sell, Calman Lévy, Paris, 1995 (traducere în limba franceză de Luba Jurgenson și Sébastien Reichmann)
- L'ekzakto de l'ombro, Eldonejo Bero, Berkeley, 1995 (traducere în esperanto de Sasha Vlad și Ionel Oneț)
- Patro mia laca. L'avantaĝo de l'vertebroj, Eldonejo Bero, Berkeley, 1995 (traducere în esperanto de Sasha Vlad)
- Zenobia, Northwestern University Press, Evanston, Illinois, 1995 (traducere în limba engleză de James Brook și Sasha Vlad)
- Rede auf dem Bahndamm an die Steine, Amman Verlag, Zürich, 1998 (traducere în limba germană de Oskar Pastior)
- My Tired Father, Green Integer København & Los Angeles, 1999
- Oskar Pastior entdeckt Gellu Naum, Europa Verlag, Hamburg-Wien, 2001
- Pentru Gellu Naum = For Gellu Naum, Editura Vinea / Editura Icare, București, 2002 (ediție bilingvă coordonată de Iulian Tănase)
- La quinta essenza / A cincea esență. Antologie bilingvă româno-italiană, selecție, traducere, eseu introductiv și biobibliografie de Geo Vasile, Editing Edizioni, Treviso, 2006, 312 p.
- Gramatica labirintului / La grammatica del labirinto. Antologie bilingvă româno-italiană, selecție, traducere, postfață și biobibliografie de Geo Vasile, Editura Ex Ponto, Constanța, 2008, 314 p.
- Vasco da Gama și alte poheme = Vasco da Gama and other pohems, Editura Humanitas, București, 2007 (ediție bilingvă; introducere și traducere în limba engleză de Alistair Blyth)
- A sziget (Insula), revista Játéktér, Cluj, nr. 1/2017, p. 56-95. (traducere în maghiară de Balázs Imre József)
- Zebegény, a pingvin, Kriterion, Cluj, 2018 (ed. completă; traducere în maghiară de Balázs Imre József și Majtényi Erik) ISBN 9789732611791

Majoritatea notelor bibliografice au fost extrase din antologia Literatura română de avangardă, îngrijită de Gabriela Duda, Universitatea din Ploiești, Editura Humanitas, 1997, ISBN 973-28-0730-X
- Pieta - Eine Auswahl rumänischer Lyrik, Dionysos, Boppard, 2018, în traducerea și selectarea lui Christian W. Schenk, ISBN 9781977075666;

### Traduceri
- Căpitanul Fracasse, Le Capitaine Fracasse de Theophile Gautier, Colecția Cutezătorii,  Editura Tineretului, 1967
- Notre-Dame de Paris, Victor Hugo
- Omul care râde, Victor Hugo
- 20.000 de leghe sub mări, Jules Verne
- Goana după meteor, Jules Verne
- O călătorie spre centrul Pământului, Jules Verne
- Uimitoarea aventură a misiunii Barsac, Jules Verne
- Contele de Monte-Cristo, Alexandre Dumas
- Roșu și negru, Stendhal
- Despre dragoste, Stendhal
- Koenigsmark, Pierre Benoît
- Atlantida, Pierre Benoît

## Premii și distincții
- 1958 - Premiul Uniunii Scriitorilor pentru literatură pentru copii, București
- 1968 - Premiul Uniunii Scriitorilor pentru traduceri, București
- 1975 - Premiul Uniunii Scriitorilor pentru poezie, București
- 1986 - Premiul special al Uniunii Scriitorilor pentru întreaga activitate literară, București
- 1992 - Premiul național de poezie „Mihai Eminescu”, Botoșani
- 1992 - Premiul Republicii Zair pentru poezie străină, Kinshasa
- 1995 - Premiul Fundației Culturale Române pentru excelență artistică, București
- 1997 - Premiul revistei Flacăra „Magician al cuvântului”, București
- 1999 - Premiul european de poezie, Münster
- 2002 - Titlul de „Cavaler al Literaturii” acordat de Academia de Științe, Literatură și Arte Oradea (ASLA)
- 2002 - The American Romanian Academy Arts Award

A fost distins cu Ordinul Steaua Republicii Socialiste România clasa a III-a (1971) „pentru merite deosebite în opera de construire a socialismului, cu prilejul aniversării a 50 de ani de la constituirea Partidului Comunist Român”.